# Пред стадиона
Пред стадиона е българско спортно предаване. Излъчва се всеки понеделник и петък от 20:00 по телевизия Макс Спорт 4.

## История
Първоначално стартира под името „Пред банята“ като рубрика в предаването Факторът Кошлуков по ТВ7. Водещи са журналистите от Дарик радио Николай Александров и Иво Райчев. По-късно към тях се присъединява Борис Касабов. От март 2012 г. „Пред банята“ е самостоятелно предаване с времетраене 90 минути и се излъчва всеки понеделник. От 2013 г. Иво Райчев е сменен от Томислав Русев, а предаването е вече 2 часа като започва в 22:00 по News7 и продължава по TV7 от 23:00. Стартира и петъчно издание на шоуто, което се нарича „Преди банята“.
В предаването има няколко рубрики. В „Спорни съдийски решения“ със специален гост Антон Генов се коментират спорните обсъждания на реферите. В „Къс пас“ водещите спорят по спортен въпрос в рамките на минута и половина. Във Фейсбук страницата на предаването се публикуват различни загадки за зрителите, а всеки петък се публикува въпрос за „Специалист на седмицата“. Спечелилият получава футболна топка с автографи на водещите. Към края на всяко предаване журналистите отговарят в ефир на най-интересните въпроси от Facebook страницата. Всеки понеделник водещите дават своите букмейкърски прогнози за най-интересните мачове от предстоящия кръг.
„Пред банята“ спира излъчването си през лятото на 2014 г., а от новия сезон е заменено от обзорното предаване „Спорт7“, което също се излъчва всеки понеделник. От 19 юни 2015 г. предаването стартира отново в ефира на телевизия Bulgaria ON AIR под името „Гол“, като запазва денят и часът си на излъчване – всеки понеделник от 22:00 до 23:00 часа. Шоуто е спряно в началото на май 2019 г.
От 1 юли 2019 г. се завръща под името „Пред банята“ всеки понеделник в ефира на платения канал Max Sport 4. През октомври 2021 г. предаването се преименува на „Пред стадиона“ и променя логото си.